# Kid A (brano musicale)
Kid A è un brano della band inglese Radiohead, seconda traccia e title track del loro quarto album in studio Kid A, pubblicato il 2 ottobre 2000. La canzone, come il resto dei brani presenti nel disco, non venne pubblicata come singolo commerciale.

## Stile e composizione
Il brano è una creazione di Jonny Greenwood, con gli importanti contributi ritmici di Philip Selway, e si alterna tra Re minore e Fa maggiore prima di rimanere in Do maggiore. È un brano elettronico molto elaborato che dimostra le influenze della band dall'ambient e dalla musica elettronica e la distorsione della voce di Yorke che venne fatta estensivamente in altri brani presenti in Kid A. La sua parte vocale nella traccia venne espressa in maniera semplice e in seguito creò un effetto vocoder con le onde Martenot per poi creare la melodia.